# Salmanasar III

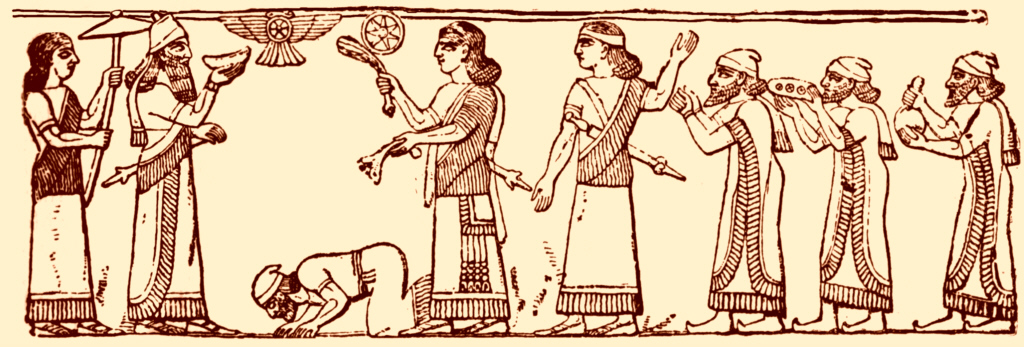
Emisario del rey Jehu u Oseas del antiguo y norteño Reino de Israel, o acaso uno de ellos, rinde tributo ante Salmanasar III. Reconstrucción del segundo registro del Obelisco Negro.

Salmanasar III (en acadio: ), hijo y sucesor de Asurnasirpal II, gobernó Asiria entre 858 a. C. y 824 a. C. En una inscripción habla de sí mismo como "el rey del mundo, el rey sin rival, el gran Dragón, el único poder dentro de los cuatro bordes de la Tierra". Se cree que gobernó por unos treinta y cinco años, treinta y uno de los cuales al parecer los utilizó en campañas bélicas para mantener y extender el Imperio asirio.
Su reinado se caracterizó por el enfrentamiento de Asiria con los estados de la zona de Siria, el levante y el sur de Anatolia, coaligados entre sí para poner coto al control asirio de las vías de comunicación mercantiles. Al final de su reinado pudo contabilizar campañas personales durante veintisiete años, atravesando el Éufrates veinticinco veces, invadiendo Cilicia cuatro veces, y sometiendo pueblos del norte y del este, de los que sus antecesores habían ignorado hasta el nombre.

## Expansión en Siria
La primera de estas coaliciones formada por Bit Adini, Carchemish, Hilakku, Pattin (todos situados en el norte de Siria y Cilicia) lucharon contra Asiria tras la subida de Salmanasar III al trono, que finalmente logró derrotarlos, anexionándose Bit Adini, que lideraba la coalición y que convirtió en provincia y rebautizó su capital, Til Barsip situada en la rivera del Éufrates como Kar-shulman-ashare-du (“puerto de Salmanasar”). La derrota de Bit Adini proporcionó a Asiria el paso por el río Éufrates hacia la zona del levante.

## Expansión en el levante

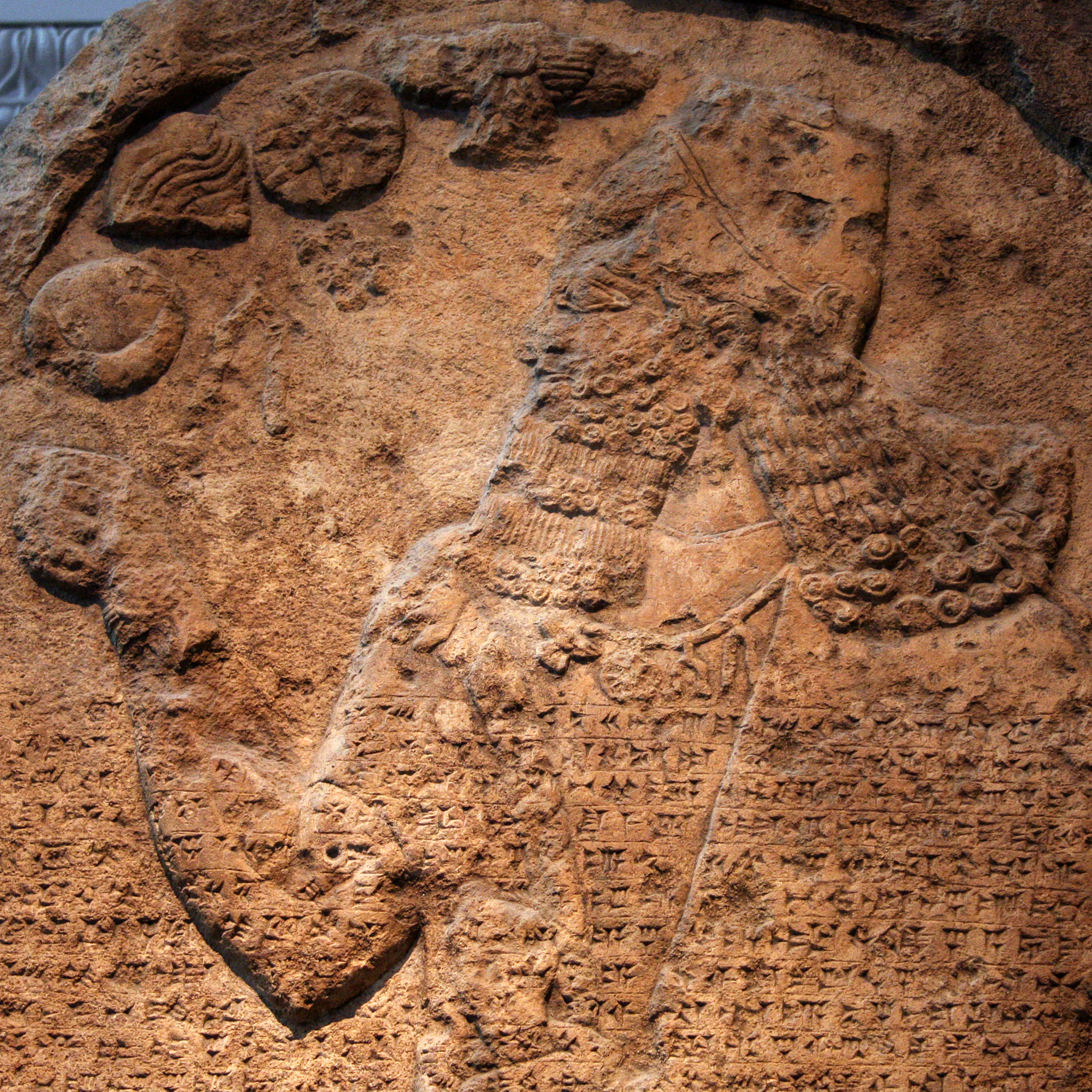
Estela de Salmanasar III, British Museum, Londres.

Posteriormente, en 853 a. C. se enfrentó a otra coalición de estados del levante y sur de Siria de la que formaban parte el “País de Ass” (Damasco), Hama e Israel. Tras pasar por graves dificultades y ser derrotado en la batalla de Qarqar, Asiria logró vencer a la coalición, tras cuatro enfrentamientos, sólo en 845 a. C., y posteriormente, bajo la presión de las sucesivas campañas, la coalición se desintegró en 841 a. C. cuando Salmanasar III pudo por fin reclamar tributo a Jehú del Reino de Israel.

## Expansión en Anatolia
Solo después de la victoria en el levante pudo Salmanasar III reforzar su dominio en la zona de Anatolia, donde los estados neohititas de Malatya, Que y Tabal o Tubal habían proporcionado ayuda a los adversarios de Asiria en la batalla de Qarqar. Las tropas asirias atravesaron los montes Tauro donde en el monte Amanus Salmanasar III colocó una estela al lado de la que otro rey hurrita, Anum-khirbi, había colocado un milenio antes.

## Relaciones con Babilonia

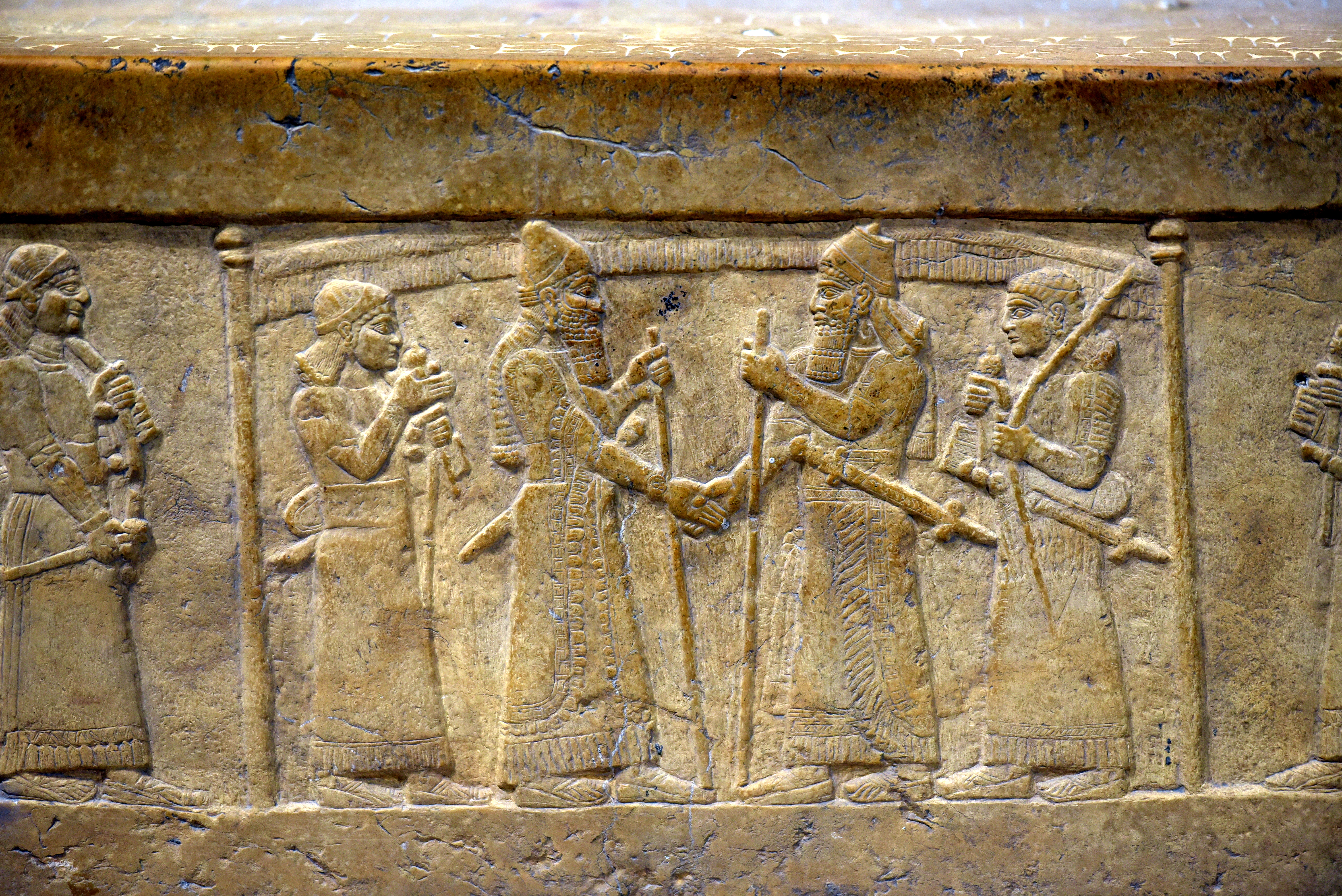
Salmanasar III (a la derecha) estrechando manos con el rey de Babilonia Marduk-zakir-shumi I (a la izquierda), Museo Nacional de Irak.

En las relaciones de Asiria con Babilonia, se mantuvo el clima de cooperación entre ambos reinos. Salmanasar III acudió en ayuda de Marduk-zakir-shumi I, rey de Babilonia, cuando el hermano de este amenazó su lugar en el trono con una sublevación que fue aplastada por los asirios y repuso al primero en su lugar. Posteriormente atacó a las tribus arameas y caldeas de la región que solían causar problemas a Babilonia. Finalmente reafirmó el pacto con la ciudad, hecho conmemorado en un relieve esculpido en el zócalo del trono de Salmanasar.

## Problemas sucesorios
Los tres últimos años del reinado de Salmanasar ven el enfrentamiento entre su hijo y sucesor Šamšiadad, y otro de sus hijos Aššur-da'in-apla, por hacerse con el trono. Finalmente el primero sale vencedor y es coronado como Šamšiadad V.